# Ismer Piva
Ismar Piva (Ferrara, 25 gennaio 1921 – 11 gennaio 1993) è stato un politico italiano.

## Biografia
Impiegato, esponente del Partito Comunista Italiano; negli anni '60 è consigliere comunale a Ferrara. Viene eletto al Senato della Repubblica nel 1968 ed è confermato anche dopo le elezioni politiche del 1972, conclude il proprio mandato parlamentare nel 1976. 
È morto il 9 gennaio 1995, poche settimane prima di compiere 74 anni.